# Lijst van burgemeesters van Heeswijk-Dinther
Dit is een lijst van burgemeesters van de voormalige Nederlandse gemeente Heeswijk-Dinther in de provincie Noord-Brabant vanaf de oprichting in 1969 (fusie van de gemeenten Dinther en Heeswijk) tot het opgaan in 1994 in de nieuwe gemeente Bernheze.
| Ambtsperiode | Naam burgemeester       | Partij of stroming | Bijzonderheden                                                                 |
| ------------ | ----------------------- | ------------------ | ------------------------------------------------------------------------------ |
| 1969-1978    | H. (Herman) Breukel     |                    | sinds 1957 al burgemeester van de gemeente Heeswijk en van de gemeente Dinther |
| 1978-1984    | A.J.C. (Ton) Wagemakers | KVP / CDA          |                                                                                |
| 1984-1994    | J.H.F. (Joop) Reuver    | CDA                |                                                                                |